# Albert Besnard
Paul-Albert Besnard, född 2 juni 1849 i Paris, död där 4 december 1934, var en fransk konstnär.
Efter mångåriga studier i Rom och en vistelse i London blev Besnard en av Paris konstvärlds mera uppskattade konstnärer, och fick en rad officiella uppdrag såsom kompositioner i Sorbonne, Hôtel de ville i Paris med mera. Han utförde även en rad porträtt av samtidens berömdheter. I sitt måleri försökte Besnard åstadkomma en förbindelse mellan impressionismens iakttagelser och den klassiska måleritraditionen. Bland hans verk märks ett porträtt av skådespelerskan Gabrielle Réjane och målningen Un lac rose i Ny Carlsberg Glyptotek, Köpenhamn och han är representerad vid bland annat Göteborgs konstmuseum. Besnard blev ledamot av Franska akademien 1924.

## Bilder
| - Henriette Marie Dubois de Moulignon (1886). - La Favorite (1892). - Kvinna med blått draperi (efter 1900). |